# Centro Provincial de Convenciones y Eventos
El Centro Provincial de Convenciones y Eventos (también llamado Centro de Convenciones) es un centro cultural en la ciudad de Posadas, capital de la provincia de Misiones en Argentina.

## Ubicación
Se encuentra sobre la Avenida Ulises López (Acceso Oeste), al lado del Aeropuerto Internacional de Posadas Libertador General José de San Martín de Posadas.

## Descripción
El Centro Provincial de Convenciones y Eventos es un espacio destinado a eventos de todo tipo: culturales, científicos, técnicos, artísticos, seminarios, congresos, ferias que durante años ha albergado a infinidad de participantes de todas las áreas del saber y de la recreación.
Es un proyecto que comenzó como una utopía, pero que hoy es una realidad concreta de la cual no se tiene ningún precedente en el país. Posee una superficie cubierta de 2900 metros cuadrados destinados a eventos de todo tipo, como seminarios, congresos y ferias, donde participa un gran afluente de público y figuras internacionales de diversa índole.
Este lugar también comprende un predio ferial de 8 hectáreas que se compone de tres amplios pabellones, con un total de 9.000 metros cubiertos, junto a una amplia plaza de exposiciones de aproximadamente 10.000 metros cuadrados. En este espacio se realizan eventos de gran envergadura y concurrencia, tales como la Feria Forestal Argentina y la Expo Mujer.